# Manfred Frank (Geologe)
Manfred Frank (* 3. Februar 1905 in Stuttgart; † 19. März 1976 in Waiblingen) war ein deutscher Geologe und Paläontologe.
Frank studierte in Tübingen, wo er bei Edwin Hennig über das Lias alpha promoviert wurde. 1930 habilitierte er sich und 1934 wurde er Mitglied der Geologischen Abteilung des Statistischen Landesamts in Stuttgart. 1936 bis 1945 war er außerordentlicher Professor an der TH Stuttgart und ab 1938 Leiter der Geologischen Abteilung (er war erster Landesgeologe in Württemberg, das heißt erster hauptamtlicher Leiter der Abteilung), die Teil des Reichsamts für Bodenforschung wurde. Nach dem Zweiten Weltkrieg war er wegen nationalsozialistischer Verwicklung einige Zeit seiner Ämter enthoben, dann aber wieder beim Geologischen Landesamt in Stuttgart, das er 1960 bis 1970 leitete. 1950 bis 1963 lehrte er auch an der Staatsbauschule.
Er befasste sich anfangs mit Stratigraphie und Paläogeographie von Trias und Jura und veröffentlichte 1937 einen paläogeographischen Atlas von Südwestdeutschland. Später wandte er sich angewandter Geologie in Verbindung mit regionaler Geologie in Württemberg zu.
1971 wurde er Ehrenmitglied des Oberrheinischen Geologischen Vereins (OGV).

## Schriften
- Der Gesteinsaufbau Württembergs : eine Einführung in praktisch-geologische Fragen, insbesondere für Bau- und Bergingenieur, Chemiker und Forstmann, Schweizerbart 1942
- Die natürlichen Bausteine und Gesteinsbaustoffe Württembergs : ein Wegweiser für Architekten und Bau-Ingenieure, für Bauherrn und Steinbruchbesitzer, Schweizerbart 1944
- Der Wasserschatz im Gesteinskörper Württembergs, Schweizerbart 1951